# 한글 자판
아래는 컴퓨터 한글 자판에 대한 설명이다.

## 두벌식 자판

두벌식 자판으로 "있습니다"를 입력하는 과정. 'ㅆ'은 shift키를 함께 누른다.

두벌식 자판은 닿소리와 홀소리가 서로 다른 글쇠에 배치된 한글 입출력 방식들을 총칭한다. 현재 대한민국과 조선민주주의인민공화국의 국가 표준은 모두 두벌식 자판 기반이며, 두벌식이라고만 하면 이 표준 두벌식 자판들을 가리키기도 한다.
대한민국의 표준 두벌식 자판은 1982년에 제정된 KS X 5002 “정보처리용 건반 배열”로 표준화되어 있다. 이 자판은 왼손에는 자음, 오른손에는 모음을 배치하여 자음-모음 또는 자음-모음-자음 순서대로 한글 한 글자를 입력하도록 한 것이다. 흔히 쌍자음 5자(ㄲ, ㄸ, ㅃ, ㅆ, ㅉ)와 모음 2개(ㅒ, ㅖ)가 표준에 규정되어 있는 것으로 알고 있지만, 엄격하게 규정된 것이 아니고 Shift 키와 글쇠를 함께 눌러서 입력할 수 있다고 권장사항처럼 규정되어 있다. 또 KS의 규정에 쌍자음은 단자음을 거듭 쳐서 구현할 수 있고, 모음 ㅒ, ㅖ도 조합할 수 있다고 되어 있지만, 쌍자음은 받침과 초성의 관계 때문에 일반으로 거듭쳐서 구현할 수 없다. 거듭쳐서 구현하기 위해서는 구분자가 필요하다. 기타 ㄳ과 같은 겹받침 및 ㅘ와 같은 이중모음은 보이는 대로 두 글쇠를 연속해서 눌러 입력한다. 다만 ㅐ,ㅔ,ㅒ,ㅖ는 실제로는 조합되지 않고 합자꼴 자체로 입력해야 한다.
조선민주주의인민공화국의 표준 자판은 두벌식으로서, 한국의 표준 자판의 영향을 많이 받았으며, 조선민주주의인민공화국의 국규 9256에 규정되어 있다. 이 표준은 국제적으로 KPS 9256이라고 부른다. 처음 1991년 26키에 치환방식(예, ㄱ+ㅏㅏ=까, ㄱ+ㅓㅓ=꺼)을 국제표준 시안으로 제출했으나 어문생활과의 정합성 결여로 사용될 수 없었고 결국 1993년 표준으로 결정되었다. 한국과 자음, 모음 영역은 같으나 배열만 차이가 있다. 모음 중 ㅠ 하나만 좌측에 있는 것도 한국의 표준 자판과 같다. 입력 방식도 같다.

KS X 5002:2007 두벌식 자판
국규 9256 자판

### 옛한글 자판
옛한글 두벌식 자판은 옛한글을 입력하기 위한 두벌식 자판이다. 아래아한글의 두벌식 옛글 자판 배열은 두벌식 현대한글자판과 호환성을 가지도록 설계되었다. 두벌식 자판과 마찬가지로 된소리를 두번 누르는 방법으로 입력할 수 있다.

## 세벌식 자판
세벌식 자판은 첫소리(초성) 한 벌, 가운뎃소리(중성) 한 벌, 끝소리(종성) 한 벌을 다른 글쇠 자리에 나누어 놓은 한글 자판들을 일컫는다. 좁은 뜻으로 공병우가 개발한 배열에 기초한 공병우 계열 자판들을 가리키기도 하지만, 1990년대부터는 공병우 계열이 아닌 세벌식 자판들이 주로 속기를 목적으로 쓰이고 있으므로 계열을 구분할 필요가 생겼다.
세벌식 자판은 셈틀(컴퓨터)의 정보처리 관점에서 첫소리, 가운뎃소리, 끝소리의 개념을 일관성 있게 유지할 수 있다. 한글에서 닿소리를 첫소리와 끝소리로 가려 쓰는 것을 로마자와 견주면, 대문자 C와 소문자 c를 다르게 알아차리는 것처럼 첫소리 ㄱ과 끝소리(받침) ㄱ은 위상이 다르다. 세벌식 자판은 두벌식 자판보다 구현 오토마타가 단순하다. 다양한 겹닿소리가 쓰이는 옛 한글을 넣을 때에는 치는 이가 낱내(음절)를 끊어 줄 필요가 없어서 세벌식 자판이 두벌식 자판보다 편리하다. 모아치기를 통하여 타자 속도를 높이기 좋다.
처음으로 널리 쓰인 세벌식 자판은 공병우가 1949년에 수동 타자기를 개발하면서 만든 자판이다. 이른바 공병우 자판은 수동 타자기/전신 타자기/전동 타자기 등 여러 기종에 맞추어 쓰였다. 공병우는 여러 기기에 맞추면서 앞서 내놓은 자판 배열을 보완하는 작업을 거듭하였고, 스스로 세운 사설 문화 단체인 한글 문화원을 통하여 1991년에 3-91 자판(공병우 최종 자판)을 발표할 때까지 자판 개량 작업을 이어 갔다. 전자 기기인 셈틀에서도 타자기에서 이어진 공병우 자판이 쓰이고 있다.
한글문화원에서 발표한 3-90 자판과 3-91 자판(공병우 최종 자판)은 1990년대부터 윈도우나 리눅스 및 매킨토시의 OS X 등 주요 운영체제들의 기본 입력기들이 지원하여 널리 쓰이고 있는 세벌식 자판 배열이다. 세벌식 자판은 두벌식 자판보다 쓰는 이가 적고, 아직 어느 배열도 국가 표준 규격으로 채택되지 않았다.  일부는 타자기에서 출발한 설계이기 때문에 컴퓨터에는 적합하지 않은 요소가 있다고 주장한다. 또 모바일 기기에서 4 줄이 사용되는 점도 지적한다. 공병우 자판의 철학과 세벌식의 개념을 계승하되 컴퓨터 시대에 적합한 설계를 하는 것이 앞으로의 숙제라고 볼 수 있다.
1990년대 이후에도 공병우 자판을 개선/응용하거나 다른 배열/입력 방식을 쓴 세벌식 자판들이 개발되고 있다. 이들은 상용화되어있지 않고 운영체제에 반영되어 있지 않으므로 특정한 것을 설명하는 것은 무의미하다. 전자식 입력 특성을 활용하여 특수한 세벌식으로서 1995년에 신광조는 공병우 자판과 비슷한 배열을 쓰면서 윗글쇠(⇧ Shift)를 쓰지 않고 한 글쇠로 두 한글 낱자를 넣게 한 신세벌식 자판을 내놓았고, 2003년에는 안마태가 컴퓨터 자판에서 모아치기를 할 수 있게 만든 안마태 소리 글판을 발표하였다. 2009년 김국은 한글 자모 24자에 받침 14자만으로 충분하다는 주장으로 38자판을 발표하였다.

3-90 자판
3-91 자판 (공병우 최종 자판)
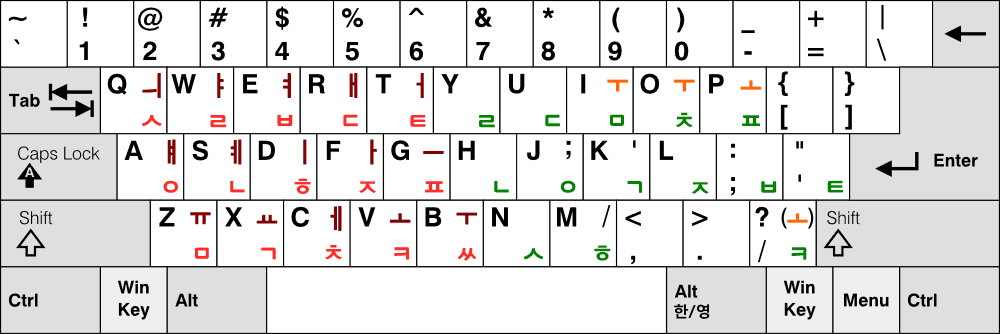
신세벌식 자판 원안 (1995)

## 타자기 자판
타자기에서 직접 자소를 인쇄하던 시절에는 3벌식, 4벌식, 5벌식 등이 쓰였다. 대한민국 정부는 타자기의 표준 자판으로는 네벌식을 채택하였는데 당시 전보에는 두벌식을 채택하여 표준 혼란 논란이 있었다.

## 한글 자판의 논점

### 키보드
세벌식 전용 키보드는 없으며 설정만 바꾸면 사용 가능하다.

### 리듬감
공병우 세벌식 자판에서는 한 글자 한 글자 칠 때마다 오른쪽에서 왼쪽으로 흐르는 규칙적인 흐름이 생긴다. 세벌식 자판이라도 안마태 자판은 리듬감이 그리 좋지 않다.

### 도깨비불 현상

'위키백과'를 칠 때 일어나는 도깨비불 현상.

### 연타
같은 손가락(또는 같은 손)으로 연속해서 치는 것을 연타라고 하는데, 연타는 타자속도를 떨어뜨리는 요인이 된다. 세벌식이 두벌식보다 연타가 적다.
그러나 제자리 치기(태핑, tapping)로 다른 글자를 만들 수 있는 경우는 오히려 효과적인 입력방법이 된다. 한글의 모음은 로마자에 없는 고유한 특성, 즉 모음이 연달아 나오는 일이 없으므로 예를 들어 ㅐ를 ㅏㅏ처럼, ㅒ를 ㅑㅑ처럼, ㅘ를 ㅗㅗ처럼 제자리치기로 구현할 수 있다.

### 오타 자동 수정 가능성
두벌식 자판에서는 '이빈다', '스빈다'(각각 '입니다', '습니다'의 오타) 등의 오타가 자주 발생한다. 두벌식에서는 이처럼 한 번의 오타에 의해 두 글자가 오타가 발생하는 경우가 많다. 반면 세벌식은 오타가 나더라도 하나의 오타는 한 글자에 국한되어 오타에 대해 원래 무엇을 쓰려 했는지 추측하기가 쉽다.

### 모아주기와 모아치기
모아주기는 한글 글자를 초성, 중성, 종성 순서에 상관없이 오토마타가 지능적으로 합성해 주는 기능이다. 모아치기는 문자적으로 키보드 입력을 짧은 시간의 차이 안에 동시에 입력하는 경우를 뜻하며, '동시'에 입력되는 키를 같은 음절로 결합해주는 기능이다. 모아치기의 반대는 이어치기이다. 모아치기의 이론은 있었지만, 실제 발명은 안마태가 최초라고 주장된다. 그러나 속기 자판에서는 이미 초/중/종성의 모아치기를 하고 있었으므로 이 주장은 논란의 여지가 있으며, 일반 키보드에 속기 자판의 장점을 활용하였다고 보아야 한다. 모아치기와 이에 대한 세부적인 용어는 아직 공식적으로 확실하게 정해지지 않았다.
1. 이어치기(순차입력): 글자를 음소 단위로 하나씩 쳐서 입력하는 방식을 말한다. (예: 한 = ㅎ + ㅏ + ㄴ받침) 풀어치기라고도 하는데, 그렇게 말하면 풀어쓰기와 혼동할 여지가 있다. 그래서 날개셋 입력기의 경우는 '이어치기'라는 용어를 사용한다.
2. 모아치기: 함께 입력된 음절의 모든 자모 글쇠를 같은 음절로 모아주는 기능이다. 한 음절을 구성하는 모든 글쇠를 한 타로 동시에 쳐서 입력하는 것을 말한다. 안마태 연구소에서는 이에 대해 '동시치기'라고 정의했다.[7] (예: 한 = ㅎ/ㅏ/ㄴ받침 한번에) 안마태 소리글판이나 속기 자판 등의 모아치기용 자판만 가능.
3. 부분 모아치기(나눠치기): 함께 입력된 음절의 일부 자모 글쇠를 같은 음절로 모아주는 기능이다. 즉, 한 음절을 두 번 이상으로 나누어서 입력한다. 안마태 연구소에서는 한 음절을 두 번에 나누어 넣는 것에 대해서만 '모아치기'라고 정의했다.[7] (예: 한 = ㅎ/ㅏ + ㄴ받침) 세벌식 자판만 가능.
4. 모아주기: 시차와 관계 없이 입력된 글쇠를 같은 음절로 모아주는 기능이다. 손으로 모아서 친다는 의미가 아닌 오토마타가 글자를 모아준다는 의미로 많이 쓴다. 따라서 이 경우, 모아치기는 잘못된 표현임이 분명하다. 모아주기가 뜻에 맞을 것이다.

#### 예제
'한'이라는 글자를 입력하려면 ㅎ+ㅏ+ㄴ 순서로 입력해야 한다. 모아치기의 경우, 다음과 같이 조합할 수 있다. (ᅟᅠᆫ은 받침 ㄴ을 말한다.)
- ᄒ+ᅟᅠᆫ+ㅏ
- ㅏ+ᄒ+ᅟᅠᆫ
- ㅏ+ᅟᅠᆫ+ᄒ
- ᅟᅠᆫ+ᄒ+ㅏ
- ᅟᅠᆫ+ㅏ+ᄒ

두벌식의 '모아치기'는 불가능하다. 두벌식에서는 보통 초성과 중성을 함께 치고, 종성을 따로 입력할 수밖에 없다. 세벌식 자판들은 대부분 '부분 모아치기'가 가능하고, 공병우 자판은 일부 글자에 대해서 모아치기가 가능하지만 모든 글자에 대한 모아치기는 불가능하다. 쌍자음을 따로 배열하지 않는다면 꺾과 같은 것은 모아치기를 할 수 없다. 안마태 자판이나 속기 자판은 쌍자음을 치환타법으로 구현할 수 있으므로 모아치기가 가능하다.
부분 모아치기의 경우 특별한 오토마타가 없으면, 예컨대 'ㄴ(받침)+ㅎ+ㅏ'의 선행 입력이 'ㅇ+ㅣ'일 때 ㄴ(받침)이 앞글자의 받침으로 인식되어 '이한'이 아닌, '인하'로 될 수 있다. 따라서 부분 모아치기라고 해도 실제는 극히 짧은 시차로 순서가 있으나, 일정한 역치 내의 입력을 '동시'에 입력되었다고 간주하는 것이다. 이를 위해서는 프로그램과 전용 키보드가 있어야 함과 동시에 글쇠가 동시에 입력되었는지를 판단하기 위해서 글쇠의 눌린 시점과 떨어진 시점을 분석하거나 초성을 위주로 조합을 나누는 오토마타가 필요할 수 있고, 조합 시간을 초과하면 조합을 종료하는 '자동 조합 종료 타이머'가 필요할 수 있다. 안마태 자판은 글쇠가 눌린 시점이 아닌 떨어진 시점을 신호로 보내어 음절을 조합하는 것으로 보인다. 공병우 자판은 동시에 초+중+종 입력이 불가능한 조합이 많으므로, 모아치기에 적합한 자판은 아니다.
또한 모아치기의 경우에는 일종의 도깨비불 현상이 생길 수도 있다. 중+종+초 같은 입력도 초+중+종과 동일하게 취급하기 위해서는 모든 글쇠의 떨어지는 시점에 음절을 출력하거나(안마태 입력기) 글쇠가 입력되는 시점에서 글자를 올바르게 보여주지 못한다거나, 대신에 ㅇ 혹은 ㅏ를 집어넣어 글자를 보여주는 경우도(새나루 한글 입력기) 있으며, 첫가끝을 사용해서 낱자를 표현하여 올바르게 보여주는 방식도 가능하나 이 경우는 글꼴에 한글 자모가 제대로 없거나 잘못되어 있어서 표현을 제대로 못 보여줄 수 있다.
자판은 먼저 순차입력을 보장하고 나서, 숙련자를 위한 동시입력이 가능해야 한다. 기본 순차입력의 경우 한글 오토마타가 복잡할 이유가 없다. 모아치기의 장점을 강조한 나머지 순차입력을 보장하지 않으면, 자판으로서의 보편성을 갖기가 쉽지 않다.

### 남북 공동 표준의 시도
1999년 남북한이 국제학술대회에서 공동연구로 두벌식의 자판을 제안하였으나, 양쪽이 모두 두벌식으로 국가표준이 엄존하고 있는 상황에서 기존 표준을 폐지하고 공동안을 사용할 수 다는 의견과 기술적 차이가 별로 없다는 것 때문에 사실상 무산되었다.

## 휴대 전화 자판
휴대 전화 문자 입력 방식이 통일되지 않고 다양한 방식으로 나뉘어 있어 특허 개방으로 표준화가 이루어졌다.
2011년 3월, 방송통신위원회가 스마트폰의 자판은 천지인, 나랏글, SKY 복수 표준, 일반 휴대폰(피처폰)의 자판은 천지인 단일 표준으로 채택하였다. 그리고, 2011년 6월 21일, 전파연구소의 방송통신표준심의회에서 확정되었다.

## 같이 보기
- 자판 배열
- 컴퓨터 자판
- 날개셋 한글 입력기
- 새나루 한글 입력기
- 휴대 전화 문자 입력 방식
- 속기 자판